# Судзука (город)
Судзу́ка (яп. 鈴鹿市 Судзука-си) — город в Японии, находящийся в префектуре Миэ. Площадь города составляет 194,67 км², население — 197 244 человека (1 июня 2014), плотность населения — 1013,22 чел./км².

## Географическое положение
Город расположен на острове Хонсю в префектуре Миэ региона Кинки. С ним граничат города Йоккаити, Цу, Камеяма, Кока.

## Население
Население города составляет 197 244 человека (1 июня 2014), а плотность — 1013,22 чел./км². В Судзука имеется община выходцев из Южной Америки, разговаривающих на испанском и португальском языках. Изменение численности населения с 1980 по 2005 годы:
| 1980 | 156 250 чел. |  |
| 1985 | 164 936 чел. |  |
| 1990 | 174 105 чел. |  |
| 1995 | 179 800 чел. |  |
| 2000 | 186 151 чел. |  |
| 2005 | 193 114 чел. |  |

## Экономика
В городе расположены заводы Honda (автомобили), Asahi Kasei (химические продукты), Dainippon Sumitomo Pharma (фармацевтика) и Fujikura (электротехника), торговые центры AEON Mall Suzuka, AEON Town Suzuka и APiTA, гоночная автомобильная и мотоциклетная трасса, привлекающая многочисленных болельщиков Формулы-1 и 1000 км Судзуки, а также расположенный по соседству парк аттракционов Motopia.

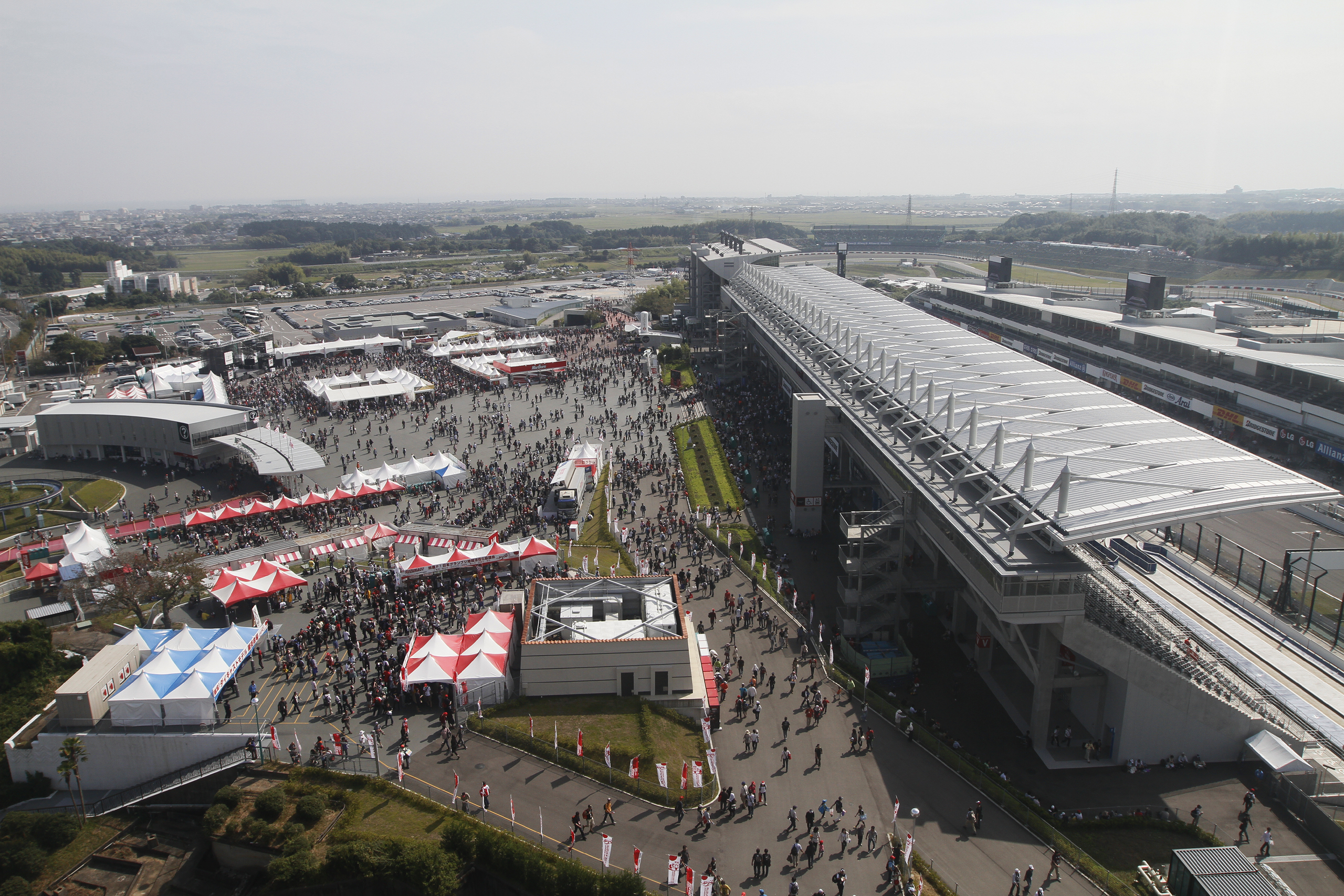
Автотрасса
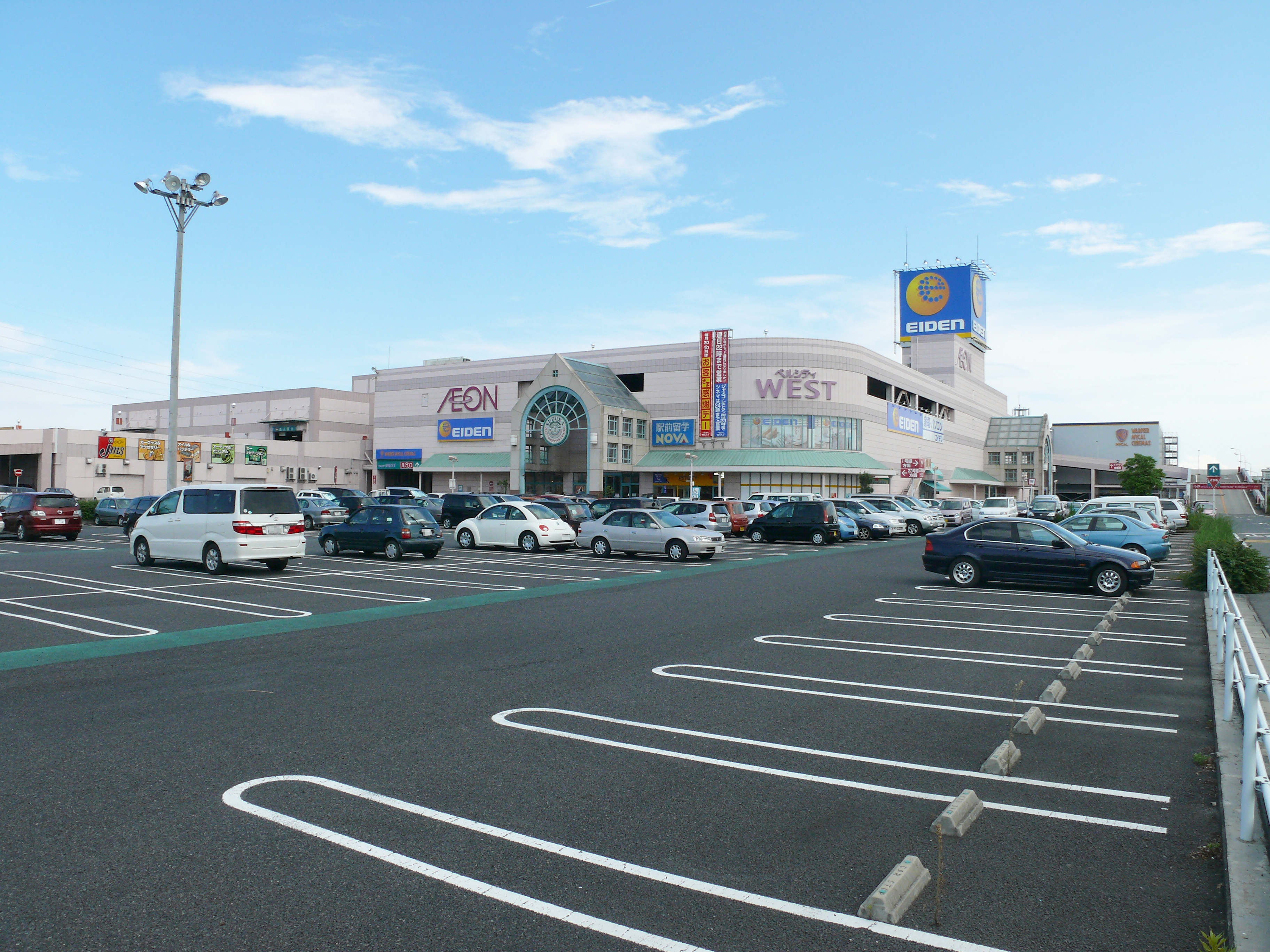
Торговый центр AEON Mall Suzuka
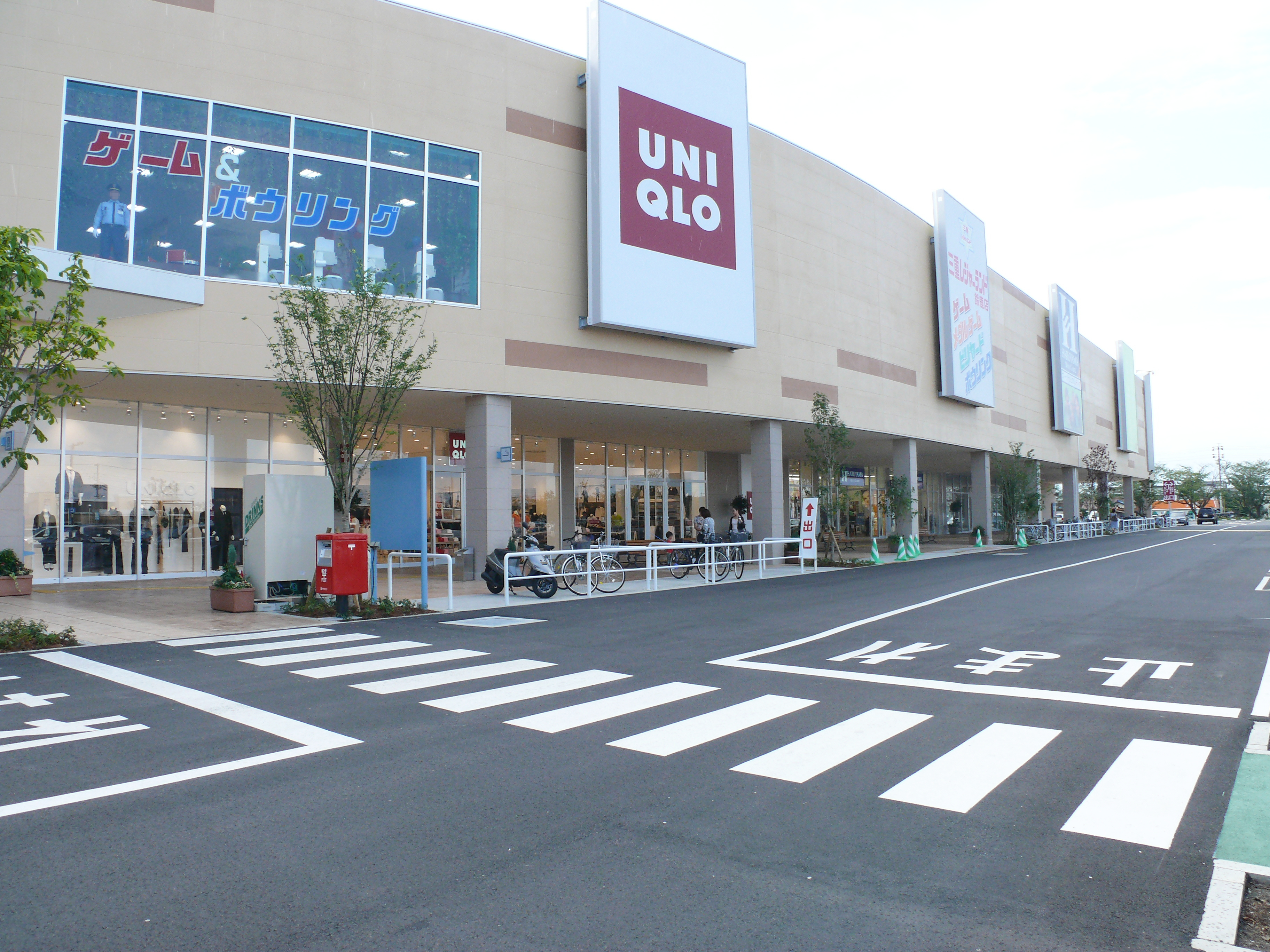
Торговый центр AEON Town Suzuka
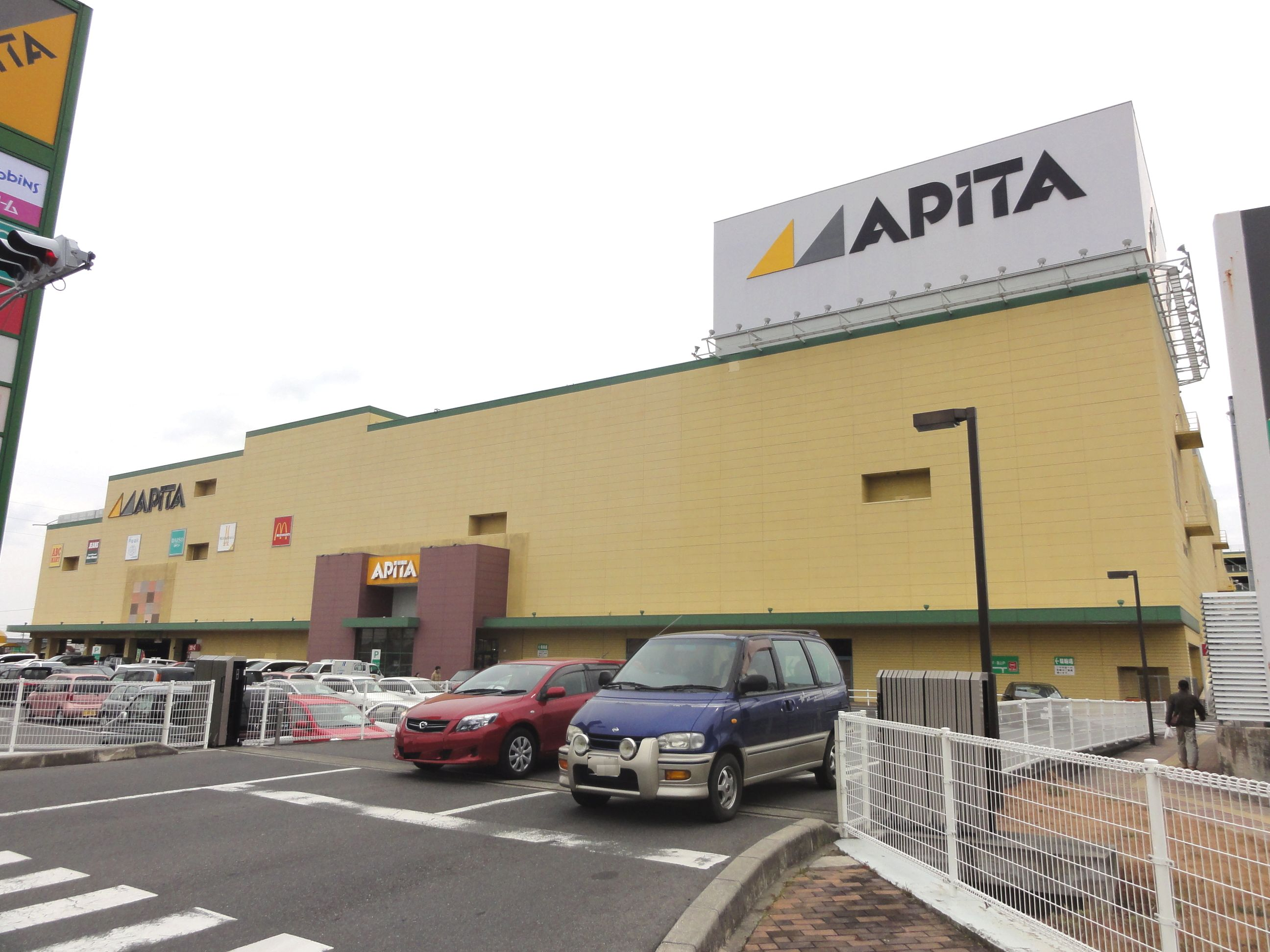
Торговый центр APiTA

## Символика
Деревом города считается Zelkova serrata, цветком — Rhododendron indicum.